# Krasotinka
Krasotinka (ros. Красотинка) – wieś w Rosji, w rejonie mieżdurieczeńskim obwodu wołogodzkiego. W 2010 r. liczyła 2 mieszkańców.